# حميد نجاح
حميد نجاح (27 مارس 1949 - 28 فبراير 2024) هو ممثل ومخرج ومنفذ ديكور مغربي.

## مسيرته
وُلد حميد نجاح في 27 مارس 1949 بمدينة الدار البيضاء. عمل في بداية حياته محاسبا بالمكتب الوطني للكهرباء، قبل أن ينتقل إلى المجال الفني.
منذ سنة 1967، راكم حميد نجاح تجربة مسرحية معتبرة تشخيصا واقتباسا وإخراجا وتنفيذا للديكور، واستفاد من تداريب مسرحية بالمعمورة بالرباط سنة 1970 وبفرنسا، بالإضافة إلى أدواره السينمائية منذ منتصف السبعينات في «أحداث بلا دلالة» لمصطفى الدرقاوي سنة 1974، و«حلاق درب الفقراء» للراحل محمد الركاب سنة 1982، و«الزفت» للطيب الصديقي سنة 1984 وغيرها، وأدواره التلفزيونية المختلفة، وأشعاره وخواطره بالفرنسية ورسوماته وجدارياته.

## وفاته
توفي عصر الأربعاء 28 فبراير 2024، بمنزله في مدينة الدار البيضاء، بعد صراع مع المرض.

## روابط خارجية
- حميد نجاح على موقع IMDb (الإنجليزية)
- حميد نجاح على موقع قاعدة بيانات الأفلام العربية
- حميد نجاح على موقع قاعدة بيانات الفيلم (الإنجليزية)
- حميد نجاح على موقع عالم نوح